# Chrysopogon setifolius
Chrysopogon setifolius är en gräsart som beskrevs av Otto Stapf. Chrysopogon setifolius ingår i släktet Chrysopogon och familjen gräs. Inga underarter finns listade i Catalogue of Life.